# Золотоплечий чёрный трупиал
Золотоплечий чёрный трупиал (лат. Agelasticus thilius) — вид птиц рода Agelasticus семейства трупиаловых. Широко распространён в странах Южной Америки: Аргентина, Боливия, Бразилия, Чили, Парагвай, Перу и Уругвай. Обитает на болотах и пастбищах.

## Описание
Самцы золотоплечего чёрного трупиала имеют чёрное оперение с жёлтыми плечами. Самки серовато-коричневого цвета с обильными чёрными и тёмно-коричневыми полосками; беловатым надбровьем и жёлтыми плечами. Длина тела 18—18,5 см. Взрослые самцы весят 35 грамм, самки — 28 грамм. В кладке три яйца.

## Подвиды
Выделяют три подвида:
- Agelasticus thilius alticola
- Agelasticus thilius thilius
- Agelasticus thilius petersii

## Статус
Вид имеет большой ареал, а его популяция считается стабильной. Международный союз охраны природы классифицирует его как Вид, вызывающие наименьшие опасения.